# Lucky J
Lucky J是從YMC娛樂旗下出道的一隊韓國混聲團體。該團體由Jessi、J'Kyun、J-Yo三位成員共同組成，並在2014年7月發行出道單曲〈Can You Hear Me?〉。

## 簡歷

### 2014年：出道
YMC娛樂在2014年7月9日宣布將成立三人男女嘻哈混聲團體，隨後指出該團體由說唱歌手J'Kyun、主唱兼說唱歌手Jessi及歌手J-Yo共同組成。Lucky J在同月17日發布數位單曲〈Can You Hear Me?〉同時釋出音樂錄影帶，並在同日透過Mnet音樂節目《M Countdown》表演該曲與組合的初舞台 。

### 2015年：團體中斷與成員SOLO活動
J-Yoy在2015年2月與歌手Eru合作發表〈Avenue〉，J'Kyun在7月的時候亦與Monsta X的周憲及歌手Konsoul合作發表〈Bad X〉，而Jessi在1月至3月期間出演了《Show Me The Money》的衍生节目《Unpretty Rapstar》第一季。在出演《Unpretty Rapstar》后，于2015年4月在JYP的数字单曲《妈妈是谁》中参与了饶舌部分的配唱，并同时出演了歌曲的音樂錄影帶。歌曲一经发布就迅速霸占了韩国九大音源网站实时排行榜的榜首之位。隨後，Jessi在9月15日推出了她的首张饶舌单曲《强势姐姐》，並在同年的《Mnet亞洲音樂大獎》進行該曲的表演。

### 2016年：第二張單曲、J-Yo的離開與團體解散
YMC娛樂表示，Lucky J正在準備第二張單曲的回歸，但日期與期程尚未決定。隨後，在2016年1月8日，Lucky J正式發表了第二張單曲〈No Love〉，而該曲在前一日透過Mnet音樂節目《M Countdown》表演該曲的回歸舞台。同年8月，成員J-Yo更改藝名為Jero並離開團體展開個人活動，隨後成員Jessi在個人SNS上對外表示該團體已解散。

## 音樂作品

### 單曲
| 歌名                        | Year | 最高排行 | 銷售量         | 收錄專輯              |
| 歌名                        | Year | 韓國     | 銷售量         | 收錄專輯              |
| --------------------------- | ---- | -------- | -------------- | --------------------- |
| "Can You Hear Me?" (들리니) | 2014 | —        | 不適用         | 未收錄至專輯之單曲    |
| "Pitiful" (불쌍해)          | 2014 | —        | 不適用         | 韓國電視劇《誘惑》OST |
| "No Love"                   | 2016 | —        | - KOR: 16,358+ | 未收錄至專輯之單曲    |
| "—" 表示該曲未有排行。      |      |          |                |                       |